# Romanogobio albipinnatus
Romanogobio albipinnatus es una especie de peces de la familia de los Cyprinidae en el orden de los Cypriniformes.

## Morfología
Los machos pueden llegar alcanzar los 13 cm de longitud total.

## Hábitat
Es un pez de agua dulce.

## Distribución geográfica
Se encuentra en Austria, Alemania, Bulgaria, Croacia, Hungría, Rumanía, Serbia y, probablemente también, en Bosnia y Herzegovina, República Checa, Eslovaquia, Moldavia, Rusia y Ucrania.